# Ypsilopus leedalii
Ypsilopus leedalii là một loài thực vật có hoa trong họ Lan. Loài này được P.J.Cribb miêu tả khoa học đầu tiên năm 1985.